# Aurora Cossio
Aurora Cossio, pseudonimo di Pierina Cossio Mercado (Barranquilla, 22 maggio 1987), è un'attrice colombiana con cittadinanza italiana.

## Biografia
Figlia del neurochirurgo Neftalí Guillermo Cossio Lozano e di Alma Mercado Di Filippo, è di origini italiane grazie ai nonni materni di Castelnuovo di Conza, in provincia di Salerno. Cresciuta a Bucaramanga, dopo aver ottenuto una laurea in psicologia presso l'Universidad Pontificia Bolivariana in Colombia, si forma come attrice frequentando varie scuole e corsi di recitazione tra l'Italia, la Spagna e gli Stati Uniti. Nel 2002 giunge al secondo posto al concorso di bellezza di Santander. Partecipa a Miss Italia nel mondo 2005 in rappresentanza del proprio paese natale. Giunta in Italia da pochi mesi, nel dicembre 2006 lavora come commessa in un negozio di argenteria a Roma, dove conosce per caso Silvio Berlusconi, il quale le fornisce un contatto con la propria casa di produzione cinematografica Medusa Film.
Ha iniziato la sua carriera d'attrice nel 2008 interpretando Zoe nel film di Pupi Avati Il figlio più piccolo. Ha lavorato anche con Gigi Proietti nel film La vita è una cosa meravigliosa. Ha partecipato a diversi film e fiction di successo, come Immaturi - Il viaggio di Paolo Genovese. La sua principale interpretazione in Italia è stata quella di Almadedios, protagonista femminile in Faccio un salto all'Avana nel 2011.
Nel gennaio 2012 il sito Dagospia rivela che Aurora Cossio sarebbe fidanzata con Silvio Berlusconi; l'attrice colombiana tuttavia smentisce in un'intervista rilasciata a Vanity Fair, pur ammettendo di essere in buoni rapporti d'amicizia con Berlusconi. Lo scoop le consente comunque di ottenere molta visibilità, anche sui media sudamericani.
Dal 2014 ha iniziato a lavorare come co-protagonista in serie, come La Selección 2 e Verdad Oculta.
Lavora in due serie Netflix: La Regina del Sud, che vince un Emmy internazionale nel 2019 e nella miniserie Griselda, in lingua inglese e spagnola girata tutta a Los Angeles, uscita ad inizio 2023.
Nel 2023, recita in Muti - The Ritual Killer, film diretto da George Gallo.

## Filmografia

### Cinema
- Ti stramo - Ho voglia di un'ultima notte da manuale prima di tre baci sopra il cielo, regia di Pino Insegno (2008)
- Il figlio più piccolo, regia di Pupi Avati (2010)
- La vita è una cosa meravigliosa, regia di Carlo Vanzina (2010)
- Faccio un salto all'Avana, regia di Dario Baldi (2011)
- Immaturi - Il viaggio, regia di Paolo Genovese (2012)
- All'ultima spiaggia, regia di Gianluca Ansanelli (2012)
- Delivery Guy, regia di Levan Dabrundashvili (2021)
- Muti - The Ritual Killer, regia di George Gallo (2023)

### Televisione
- Baciati dall'amore, regia di Claudio Norza – miniserie TV (2011)
- La selección 2 – serie TV (2014)
- Non è stato mio figlio – serie TV (2016)
- La Regina del Sud (La reina del sur) – telenovela (2019)
- Verdad Oculta – serie TV (2020)
- Griselda – miniserie TV (2024)